# 彭漢章
彭漢章（1890年—1927年8月12日）号仲文，四川省潼川府三台县人，中华民国军事将领。

## 生平
彭漢章毕业于雲南陸軍講武堂，最初在滇军唐继尧手下任軍職。後来，他先后投靠黔軍的王文華、袁祖銘。在袁祖銘手下，彭漢章获得升进，1922年（民国11年）8月出任黔軍第1旅旅長。
1925年（民国14年）1月，袁祖銘重任貴州督办，彭漢章随之被袁祖銘任命为貴州陸軍第2師師長。1925年2月，希望继续赴四川省活動的袁祖銘派部下王天培担任貴州督办，周西成担任貴州会办，彭漢章担任貴州省長。彭漢章乃在貴陽主持省政。
嗣后，王天培在天柱县附近的贵州东南部、周西成在赤水县（今赤水市）附近的贵州北部各自形成勢力圏，彭漢章无法插手。加之彭漢章是外省人，又欠缺政治手腕，故王天培、周西成以外的黔軍軍人也不服从彭的命令。結果，彭漢章主持下的省政发生混乱。1926年（民国15年）6月，彭漢章改任貴州会办，周西成继任貴州省長（周西成后来兼职继任王天培的贵州督办职务）。
1926年8月，彭漢章响应中国国民党，被任命为国民革命軍第九軍軍長。随后，他和被任命为第10軍軍長的王天培奉命出击湖南省西部（当时，第9軍第1師師長是贺龙）。然而，彭漢章、王天培、袁祖銘（袁祖銘在彭、王之后响应国民革命軍，被任命为第12軍軍長）被属于湘軍的国民革命軍第8軍軍長唐生智视为对其统治湖南省的威胁。唐生智遂率先报告蒋介石并获得蒋介石秘密同意，准备早日对袁祖銘、彭漢章采取肃清行動。
1927年（民国16年）1月31日，袁祖銘在常德遭到唐生智軍的袭击，袁祖銘被处决。2月7日，進軍漢口的彭漢章突然遭到唐生智逮捕、拘禁。同年8月12日，軍事法庭认定彭漢章在軍事行動中犯有殺人、掠夺之罪，在武漢处决。享年38岁。